# بخش هوددینگه
بخش هوددینگه (به سوئدی: Huddinge kommun) یک ناحیه شهرداری در سوئد است که در شهرستان استکهلم واقع شده‌است.

## خواهرخوانده
شهرهای نوک (گرینلند)، تیخی، دبژنو، وانتا و Lyngby-Taarbæk Municipality خواهرخوانده‌های بخش هوددینگه هستند.